# Дніпровський ботанічний сад
Дніпро́вський ботані́чний сад — ботанічний сад в Україні, в межах міста Дніпра; єдиний ботанічний сад у місті.

## Загальні відомості
Площа 33,0 га. Заснований 1929 року, перенесений на теперішнє місце 1931 року. Підпорядкований Дніпровському національному університету імені Олеся Гончара. Сьогоднішній статус — з 1972 року.
Розташований у Соборному адміністративному районі міста. Лежить на захід від проспекту Гагаріна. На заході обмежений Довгою балкою; на півдні — парком Гагаріна. Район, де був створений сад, колись називався Міськими дачами.
У ботанічному саду є паркова зона (біля проспекту) з оранжереєю тропічних видів, що закриті для відвідувачів, науково-дослідницьке господарство, могила засновника саду — Олександра Рейнгарда. 

## Історія створення

### Спроби 1901–1914 років
Катеринославське наукове товариство (КНТ) спробувало створити ботанічний сад у Катеринославі (тепер Дніпро) 1901 року. Планувалося також разом з ботанічним садом створення природничо-історичного й археологічного музею. Під місце розташування саду було запропоновано південну частину Потемкинського саду з прилеглим Архієрейським яром, де катеринославський ботанік І. Я. Акінфеєв уже проводив свою роботу, «оскільки ці місця представляють на своїх схилах велику різноманітність за світловими й тепловими особливостями й тому можуть бути дуже корисні для розведення різних культур рослин…» (І. Я. Акинфієв).
Проте у зв'язку з увагою товариства до утворення природничо-історичного музею на наступні 5 років питання про сад не зрушило з місця. 1903 року КНТ було запропонована створити дендрологічний садок у музеї Олександра Поля (у сквері біля нього), де тоді був пам'ятник Катерині ІІ. Для цього планувалося насадити місцеві й іноземні рослини, що можуть бути акліматизовані; побудувати теплицю, що стала б частиною оранжереї; акваріум, фонтан на майданчику навколо пам'ятнику й квітники. Для цього було виділено 1000 карбованців. Проте влада відмовила у наданні цієї ділянки.
Інша спроба створення ботанічного саду була здійснена 1914 року Катеринославським відділенням Російського товариства садівництва. Для цього була утворена Ботанічна комісія у складі: І. Я. Акинфієв, Б. Л. Гохгейм, І. О. Фомін, М. І. Харченко, С. Ф. Храмов та інші. Необхідність в організації саду зокрема було зникнення рідких видів рослин Наддніпрянщини.

### Створення ботанічного саду
Створення ботанічного саду 1929 року здійснювалося українським німцем, професором Олександром Володимировичем Рейнгардом, який став його першим директором. Його дядько, Людвіг Васильович Рейнгард, працював у Харківському університеті консерватором ботанічного саду, а згодом насадив нову ділянку на Малому Фонтані ботанічного саду при Новоросійському університеті у Одесі, що була колись дачею Рішельє і з 1880 року стала Одеським ботанічним садом.
Під ботанічний сад було виділено 11 десятин (13,05 га) землі за межую (колишня Курінна вулиця — сучасна Телевізійна) Дніпра на Міських дачах, де нині розташована територія ДНУЗТ, біля кінцевої зупинки 1-го трамваю. Була розорана земля, проведений водогін й насаджені дерева. Проте в 1930 році радянським урядом організовувалися у Дніпрі ВНЗ, у тому числі інститут інженерів транспорту (ДІІТ), якому було вирішено надати територію ботанічного саду. Сам же сад перемістили на іншу, західну сторону Лагєрної вулиці (сучасний проспект Гагаріна), де почалися роботи навесні 1931 року. У ті ж роки, 1934 року, було збудовано радіовежу на розі сучасного просп. Гагаріна та вул. Казакова.
Нова ділянка мала площу 12 га. і доходила до Червоноповстанської (Жандармської) балки. У березні 1934 року газета «Зоря» писала: «Ще 1930 року у Дніпрі (поряд з міськими дачами) за вирішенням Наркомосу було розпочато насадження ботанічного саду. За три роки свого існування сад значно виріс і поповнився рядом нових культур. Із відведених під сад 13,5 га, на сьогодні 8 га. вже засаджено деревами 165 видів. Серед них є 60 видів дерев, що досі ніколи не росли в Дніпрі. Це корейський персик, кедр, маньчжурський горіх, маньчжурська оралія, японська вишня, китайська гліцинія, японський дуб, пробкові дерева і чимало інших», а також «… організація ботанічного саду в Дніпропетровську дає можливість провадити науково-дослідну роботу в галузі геоботанічного дослідження всієї флори Дніпропетровщини».
Засновник і перший директор саду похований 1945 року саме у ньому. Неподалік від оранжереї стоїть невеликий пам'ятник на могилі професора О. В. Рейнгарда — гранітне деревце з обрубаними гілками.
До Другої світової війни Дніпропетровський ботанічний сад вів плідну наукову роботу, зокрема розробляв комплексну проблему «Вивчення й освоєння флори, фауни й рослинного світу Південно-Східної України».

## Галерея

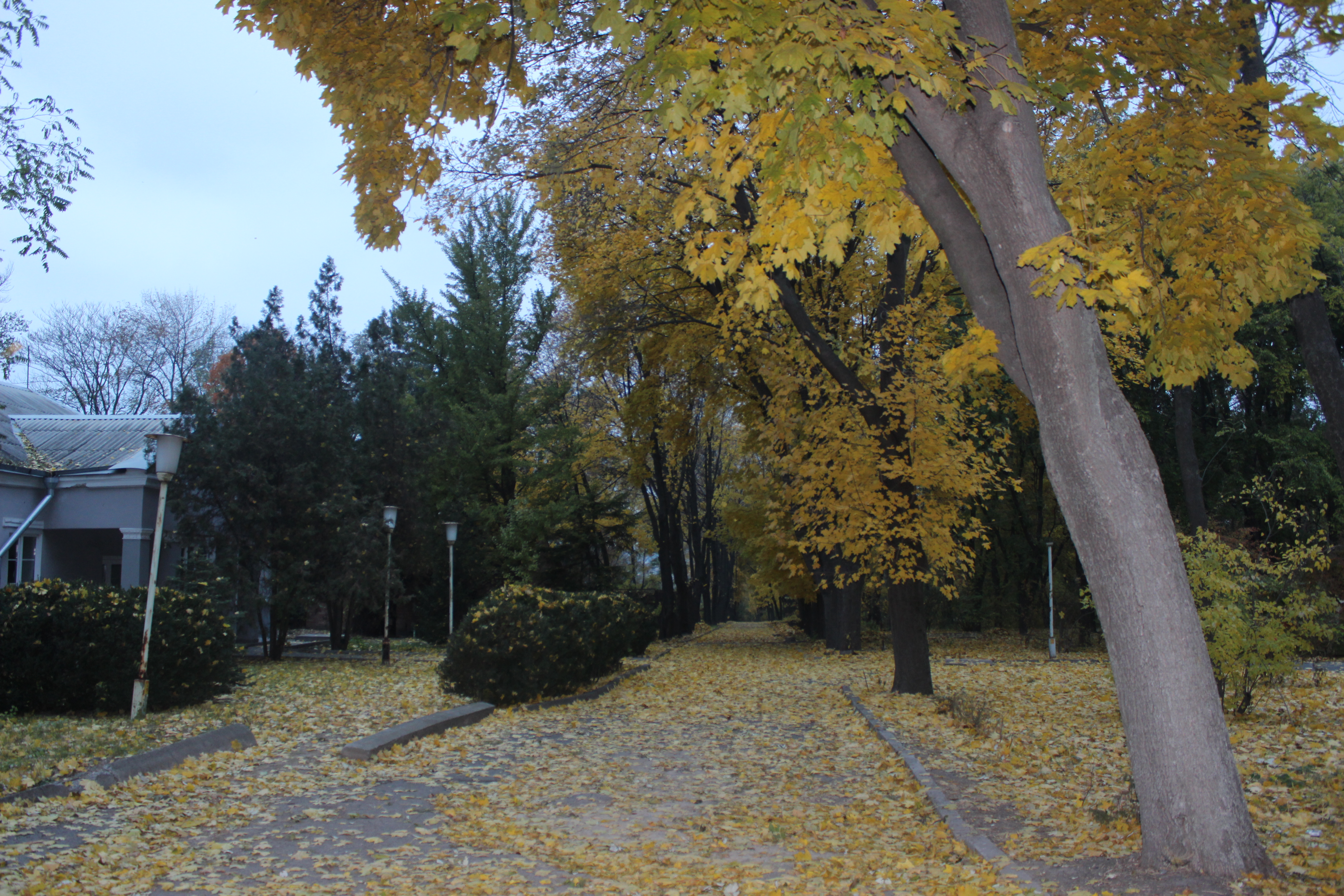
Жовтень 2015
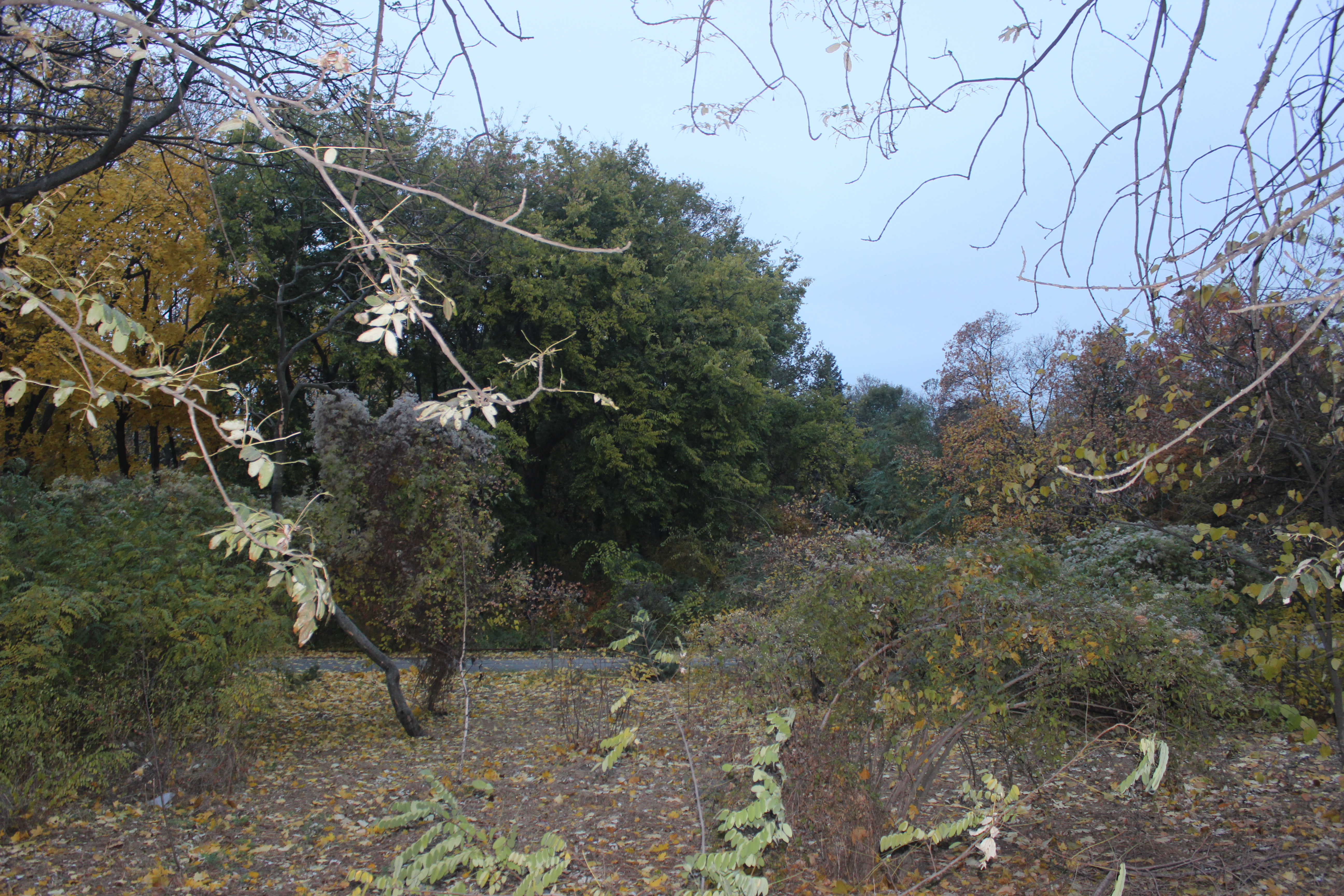
Дніпропетровський ботанічний сад
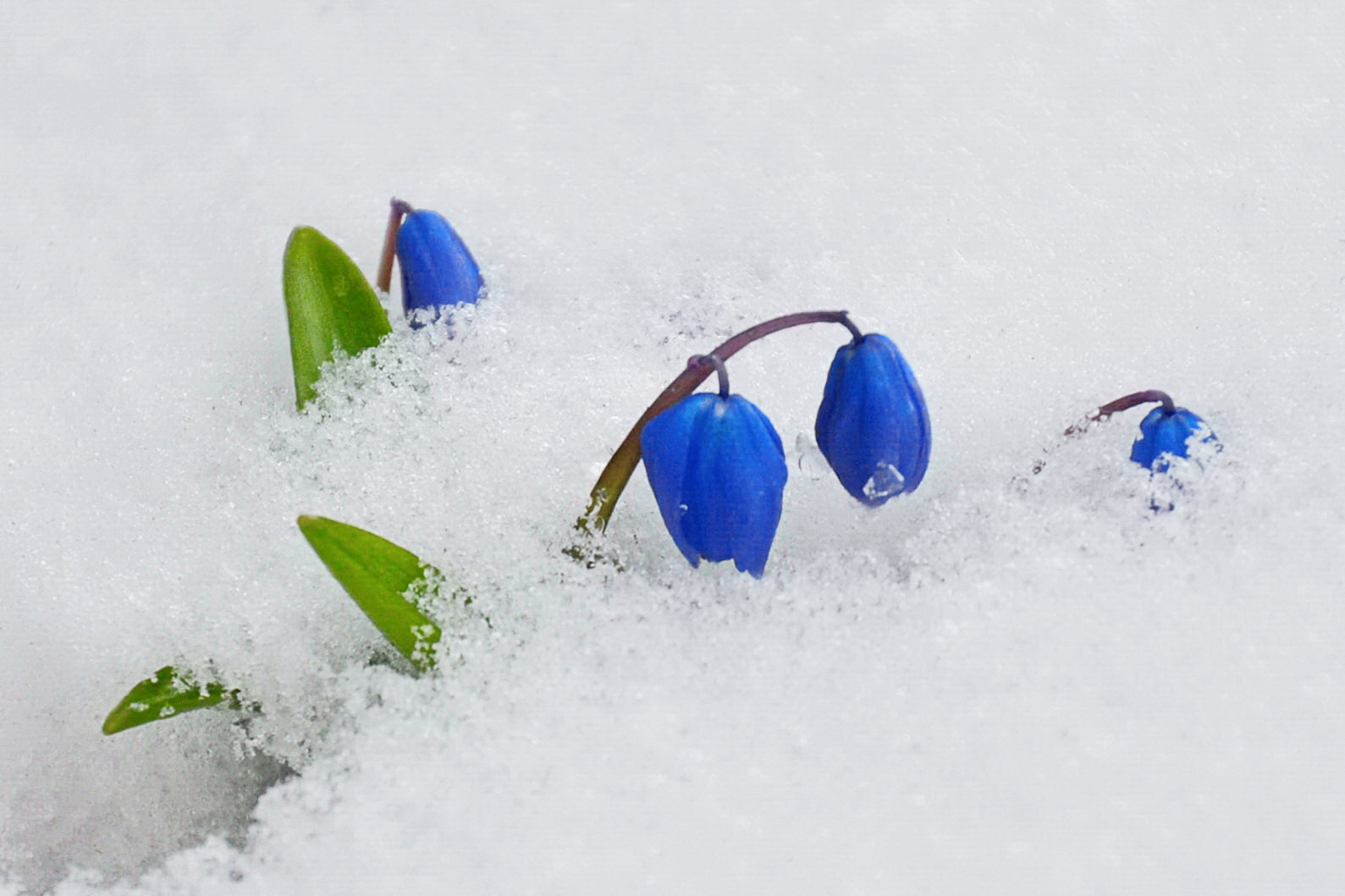
Весною в Дніпро́вському ботані́чному саду
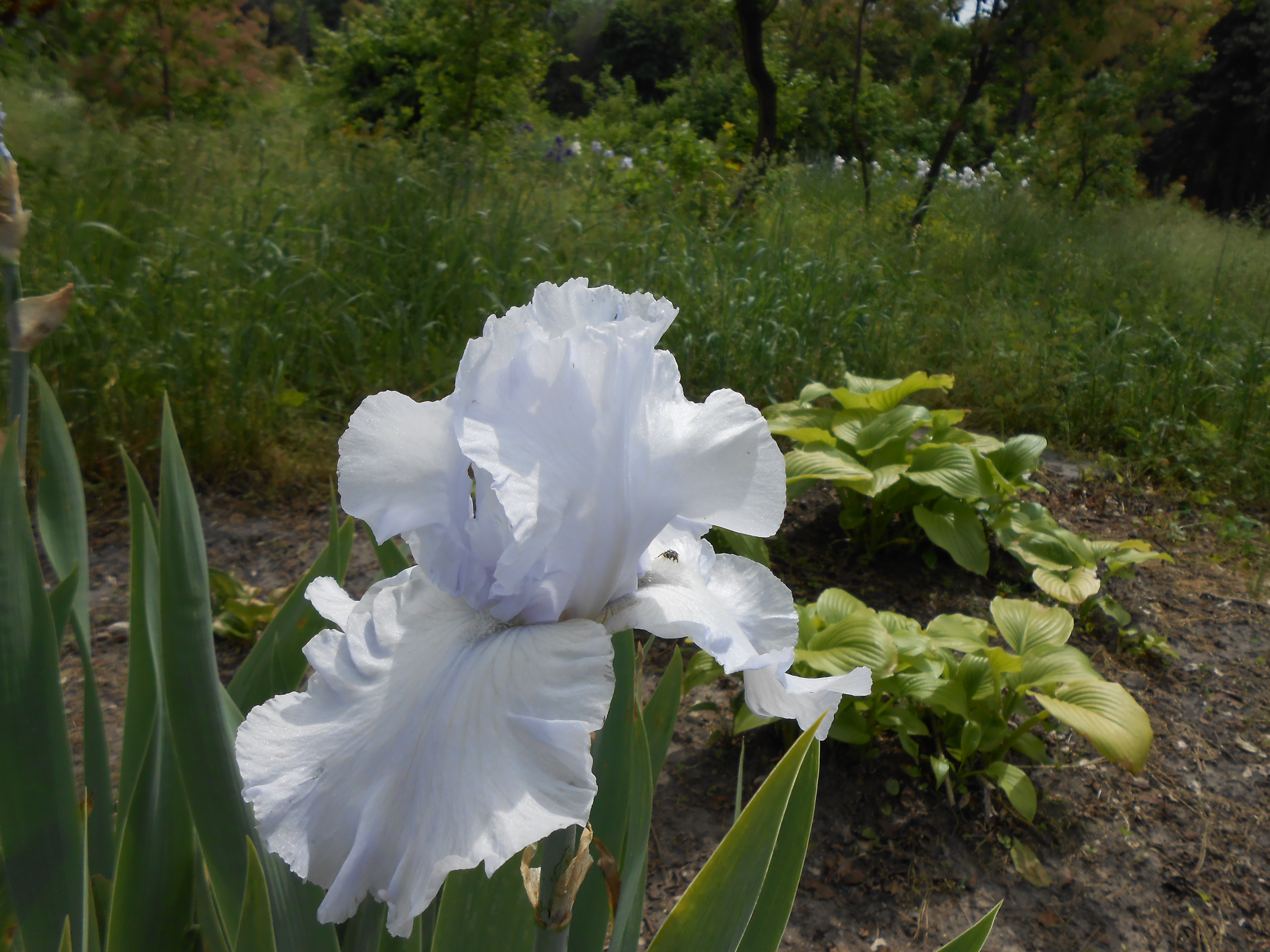
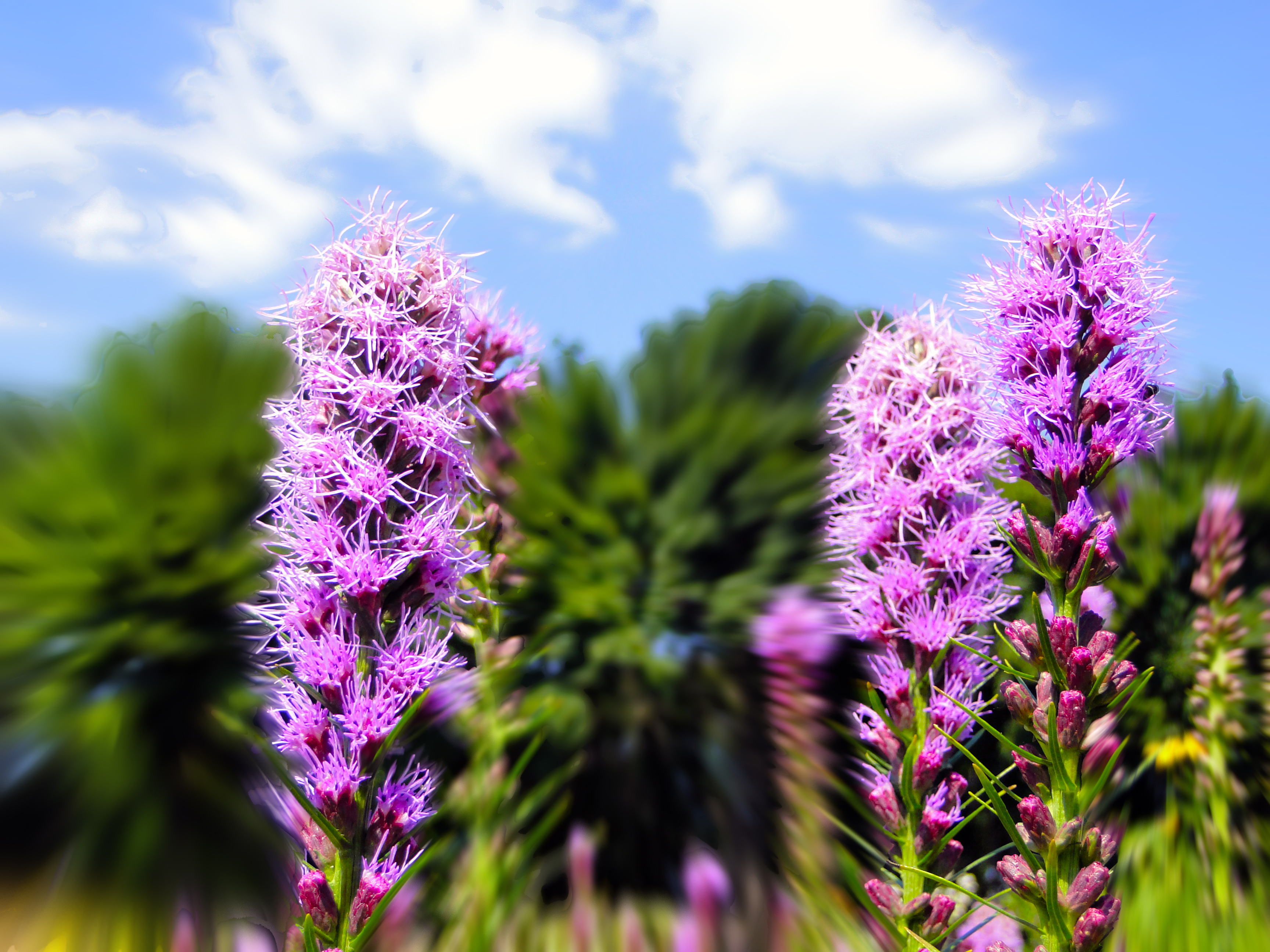
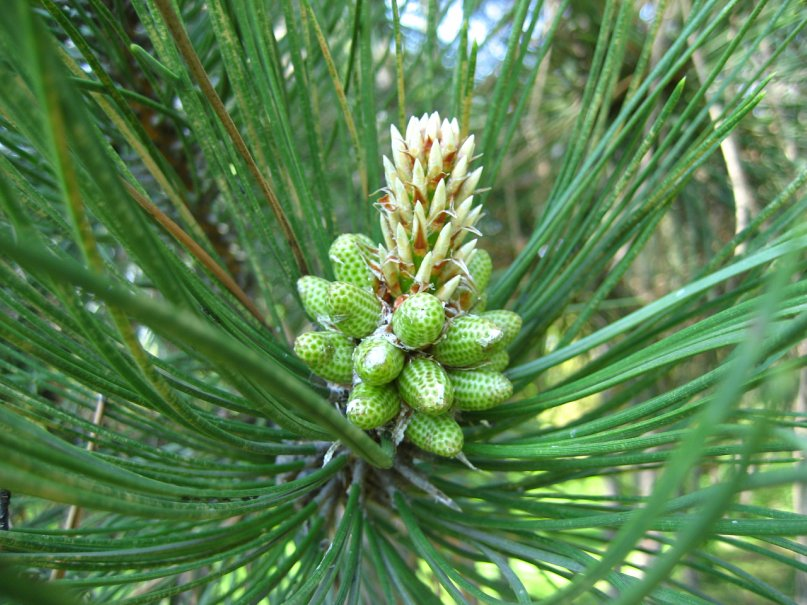
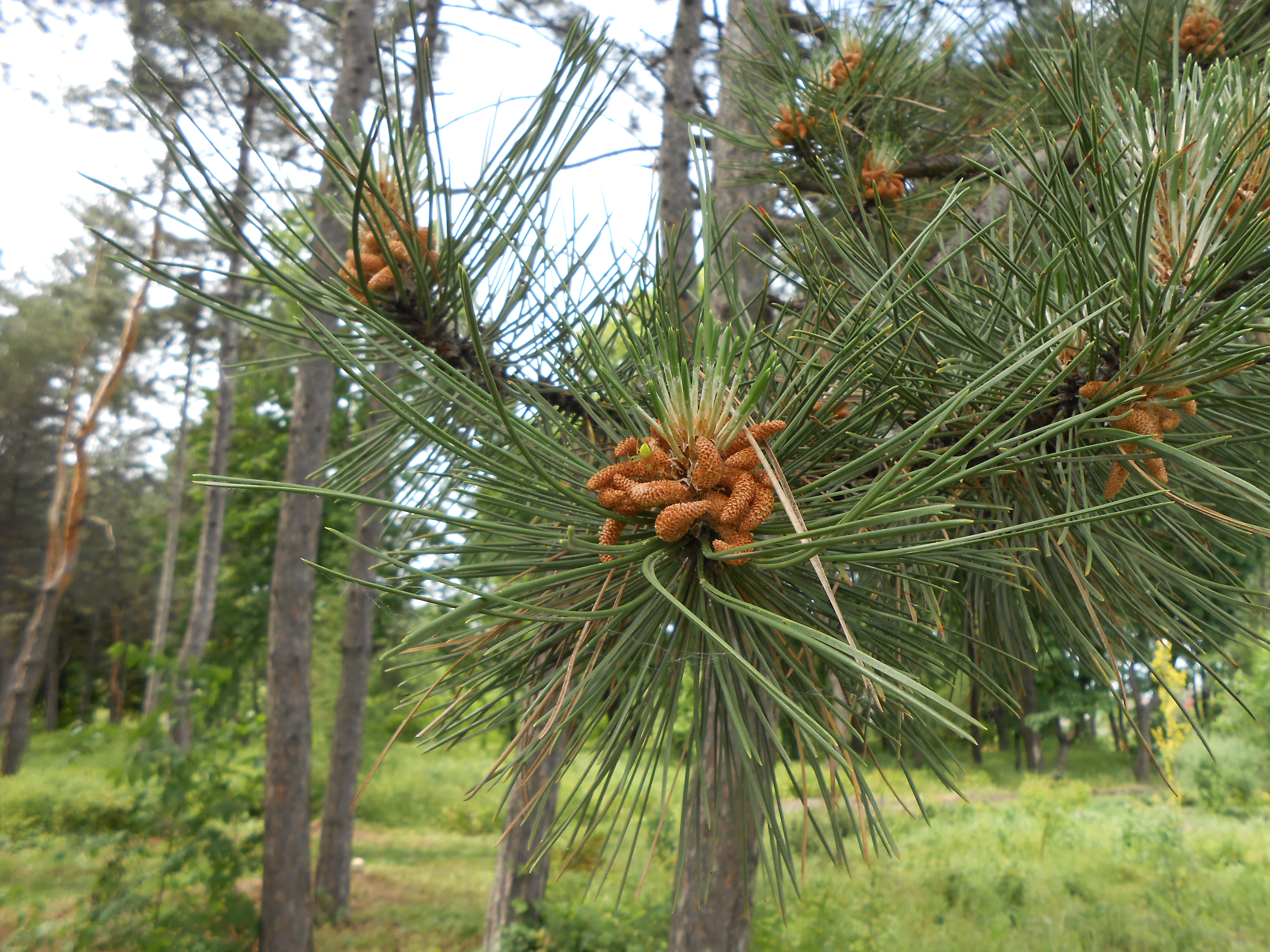
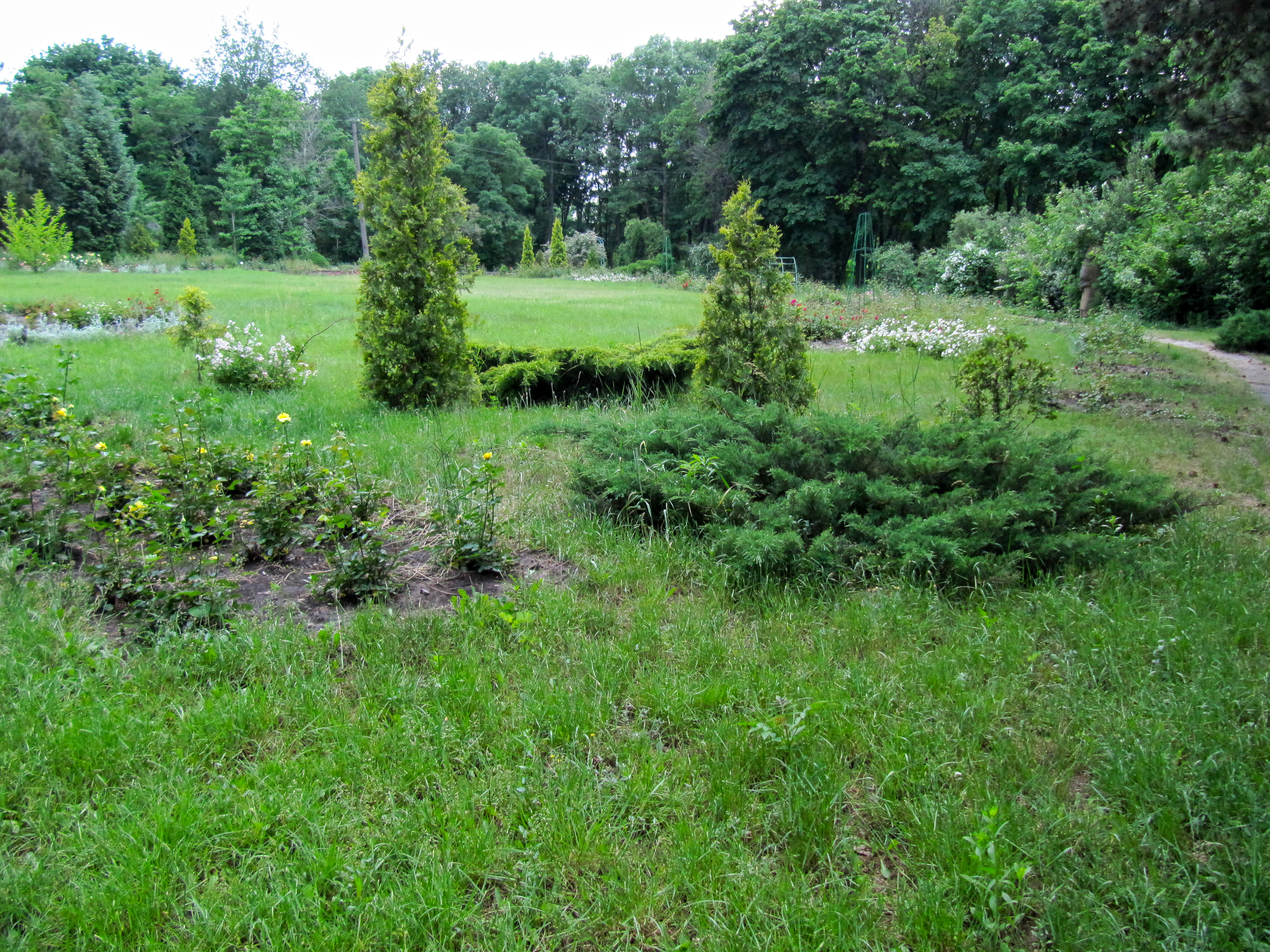
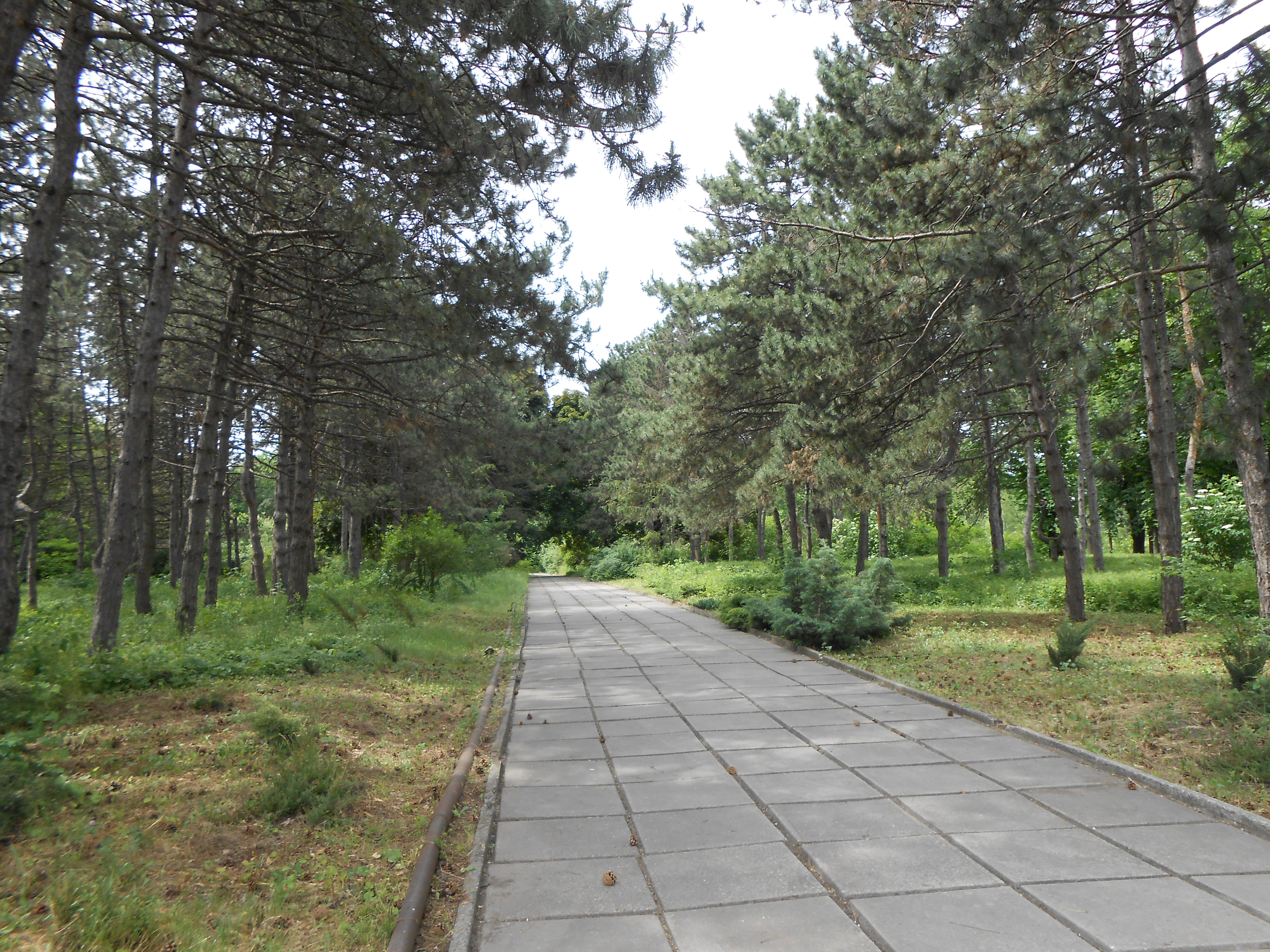
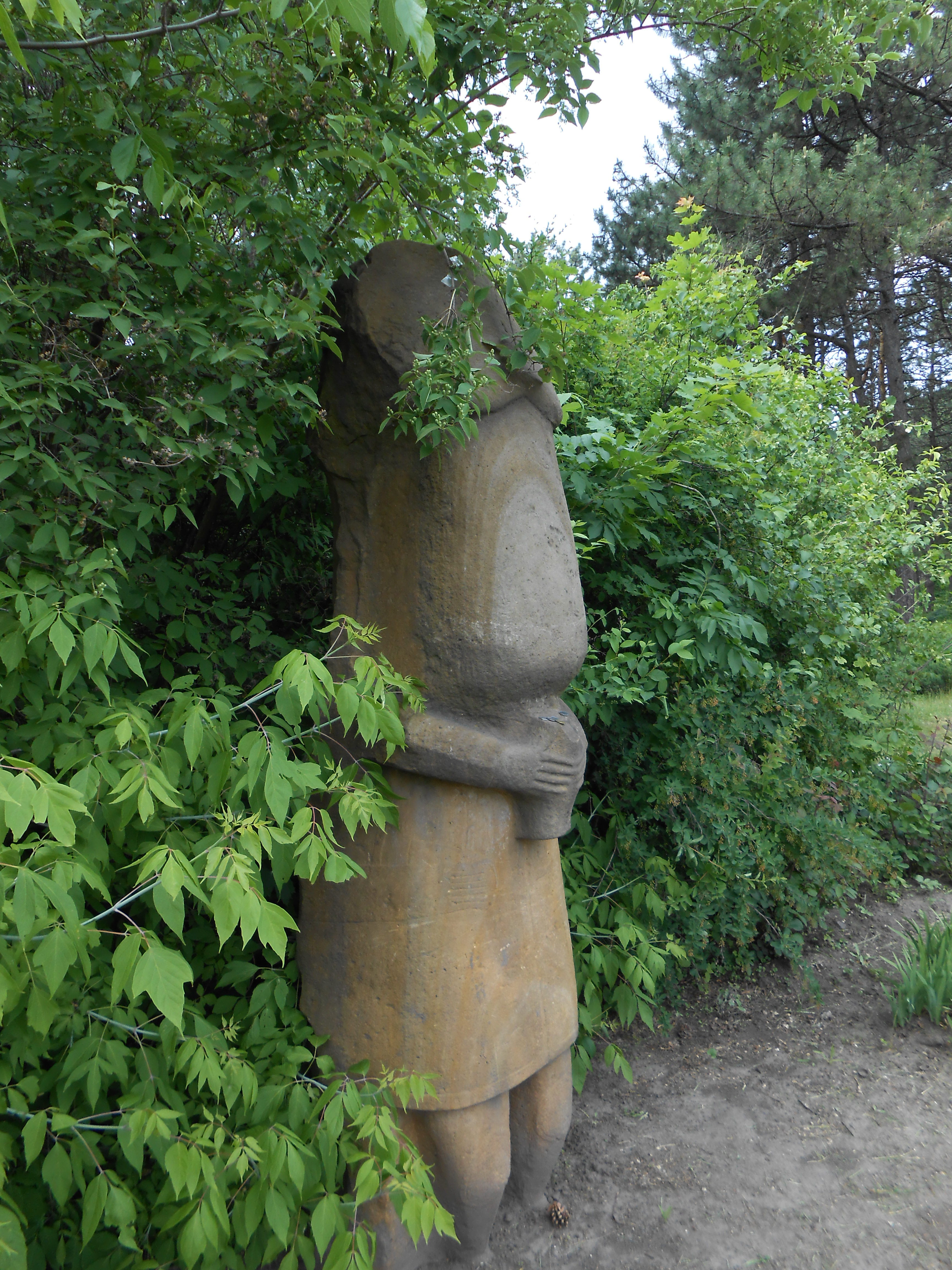
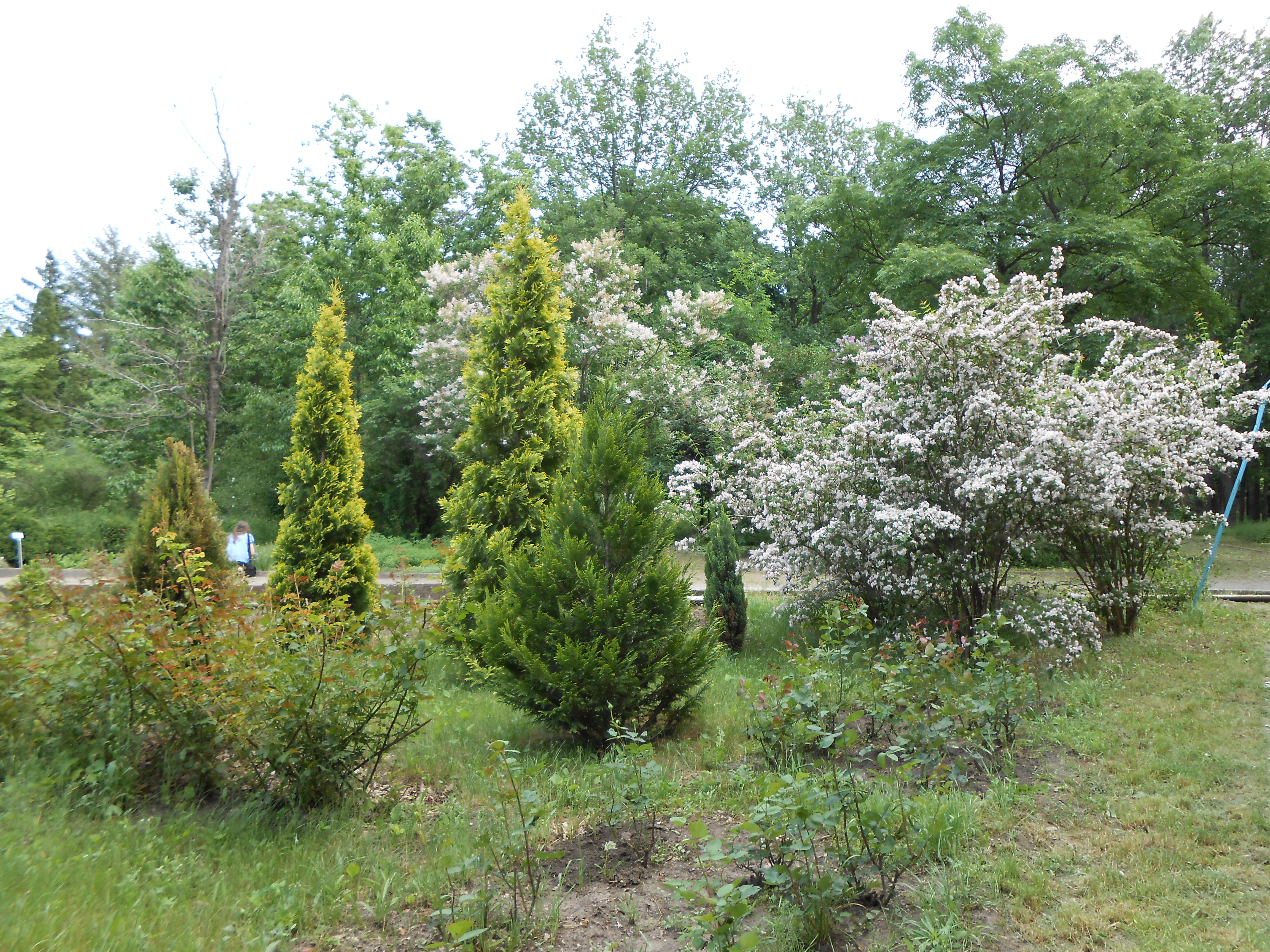
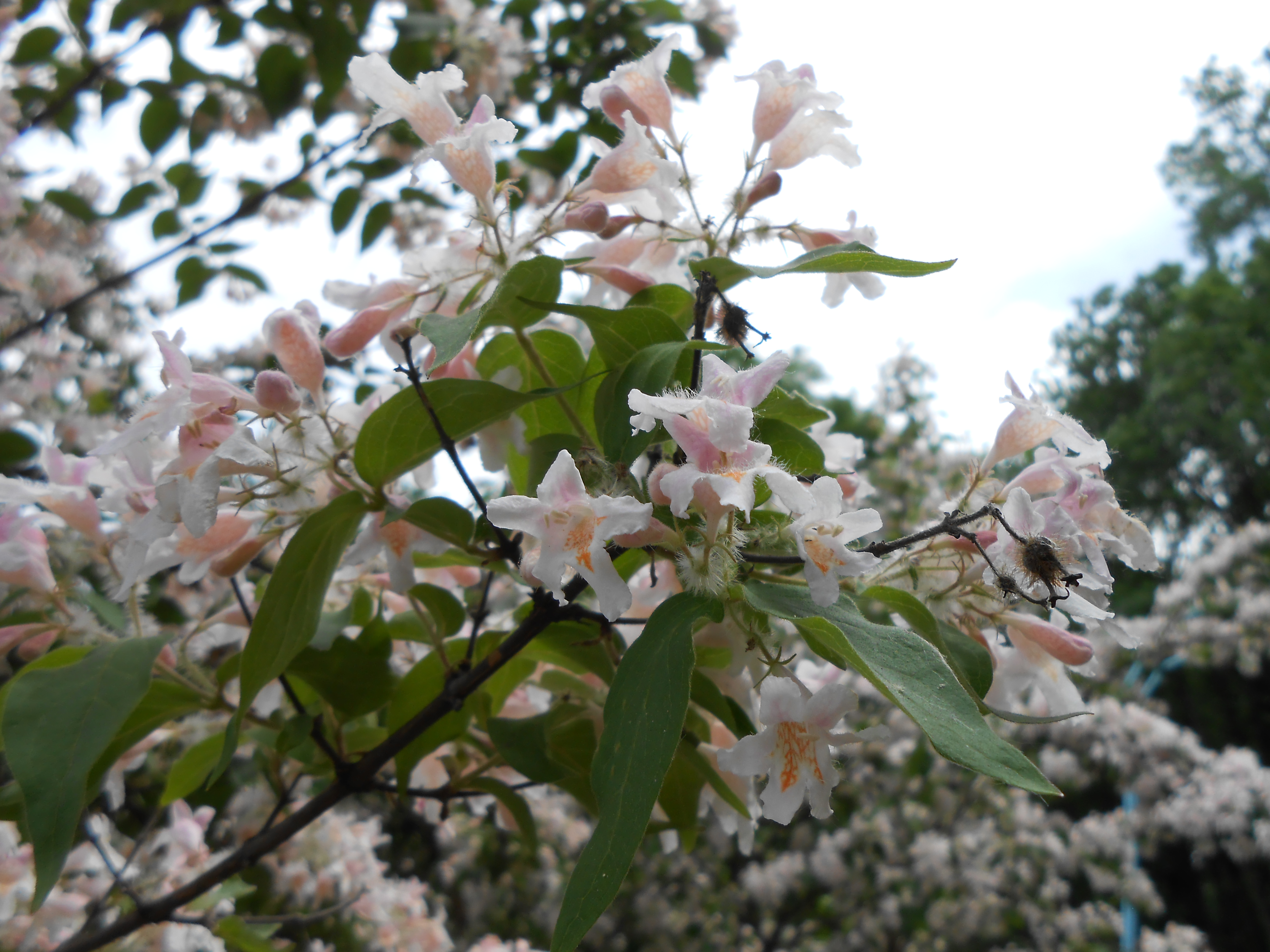
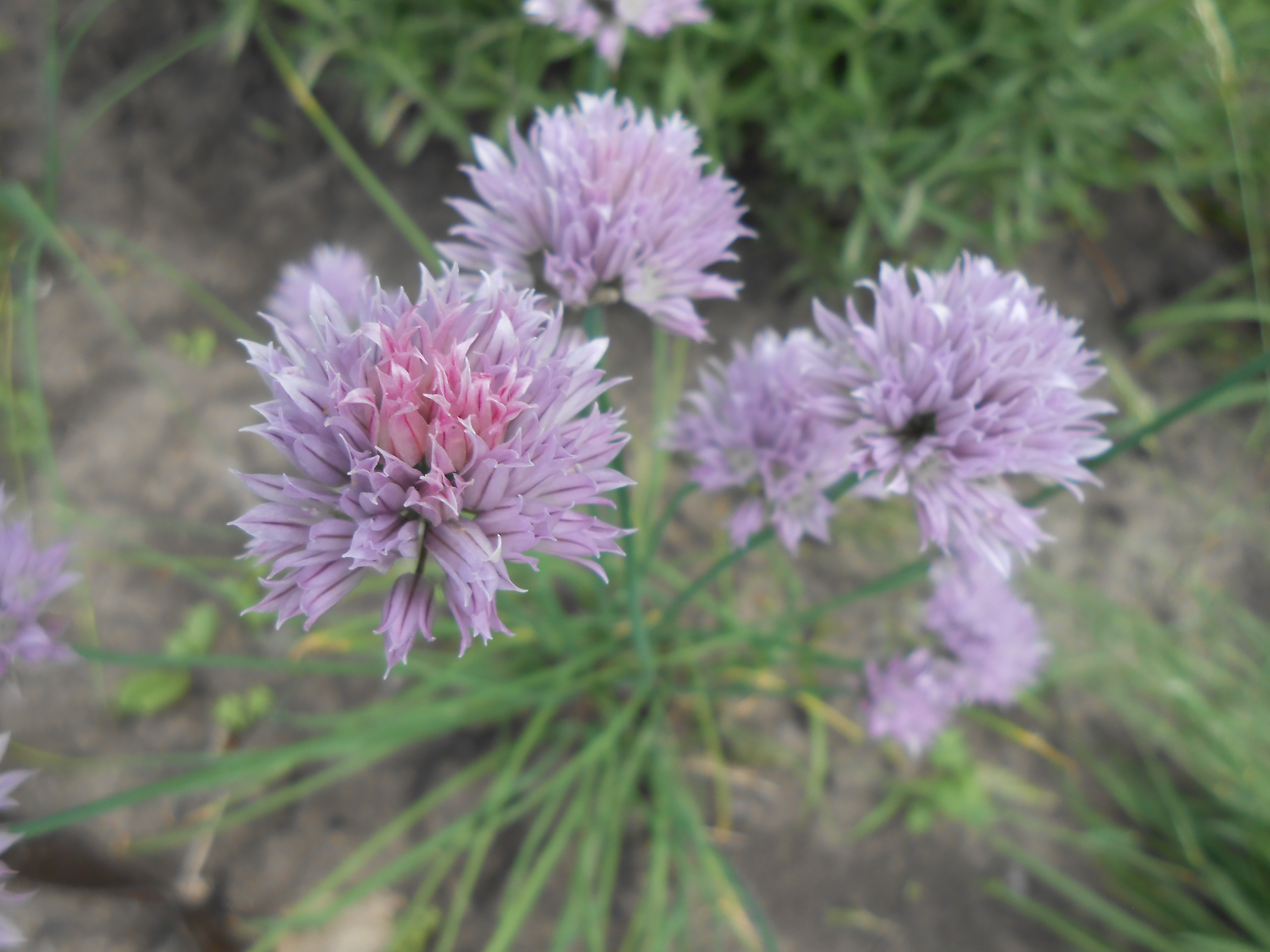
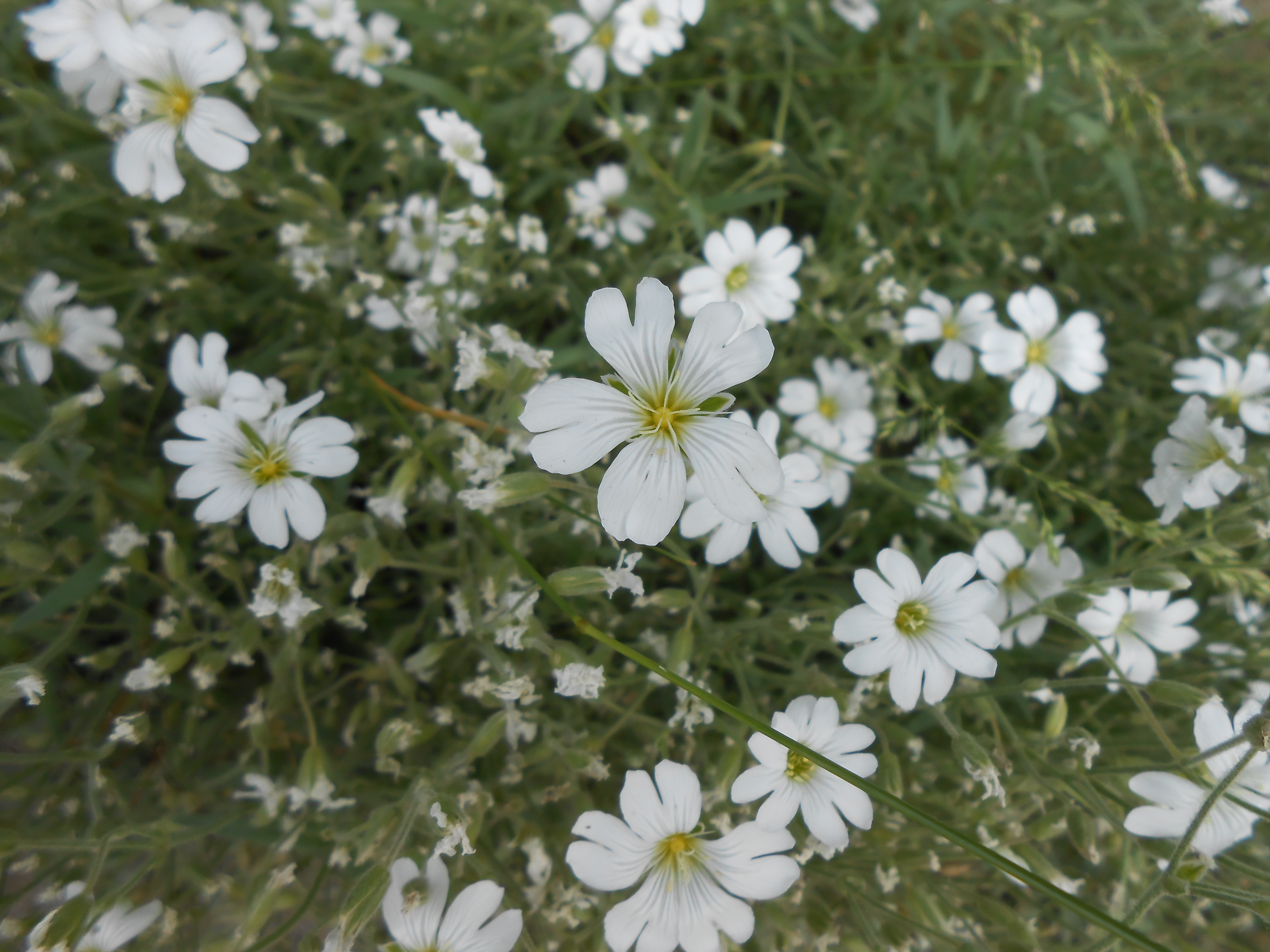
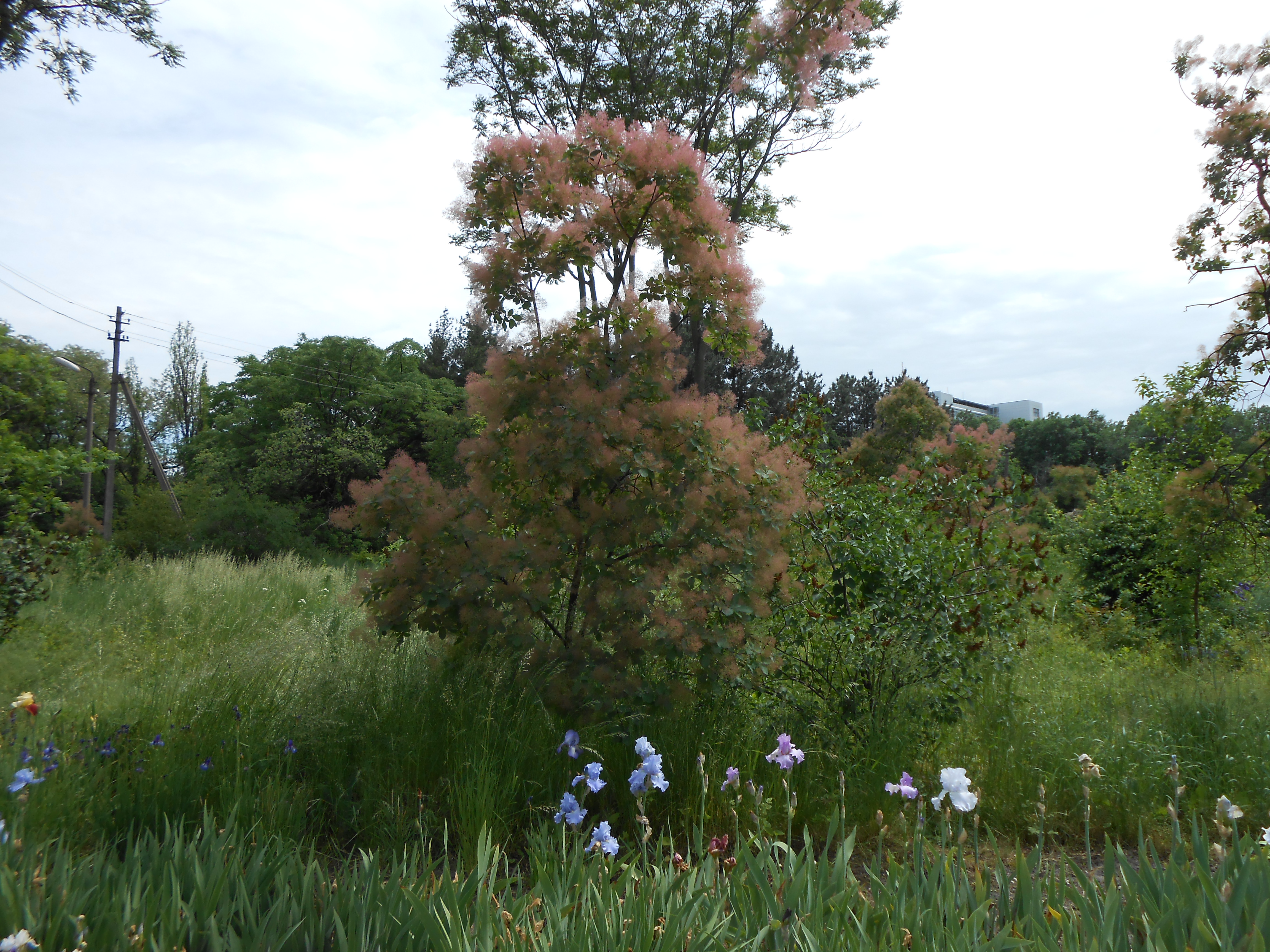
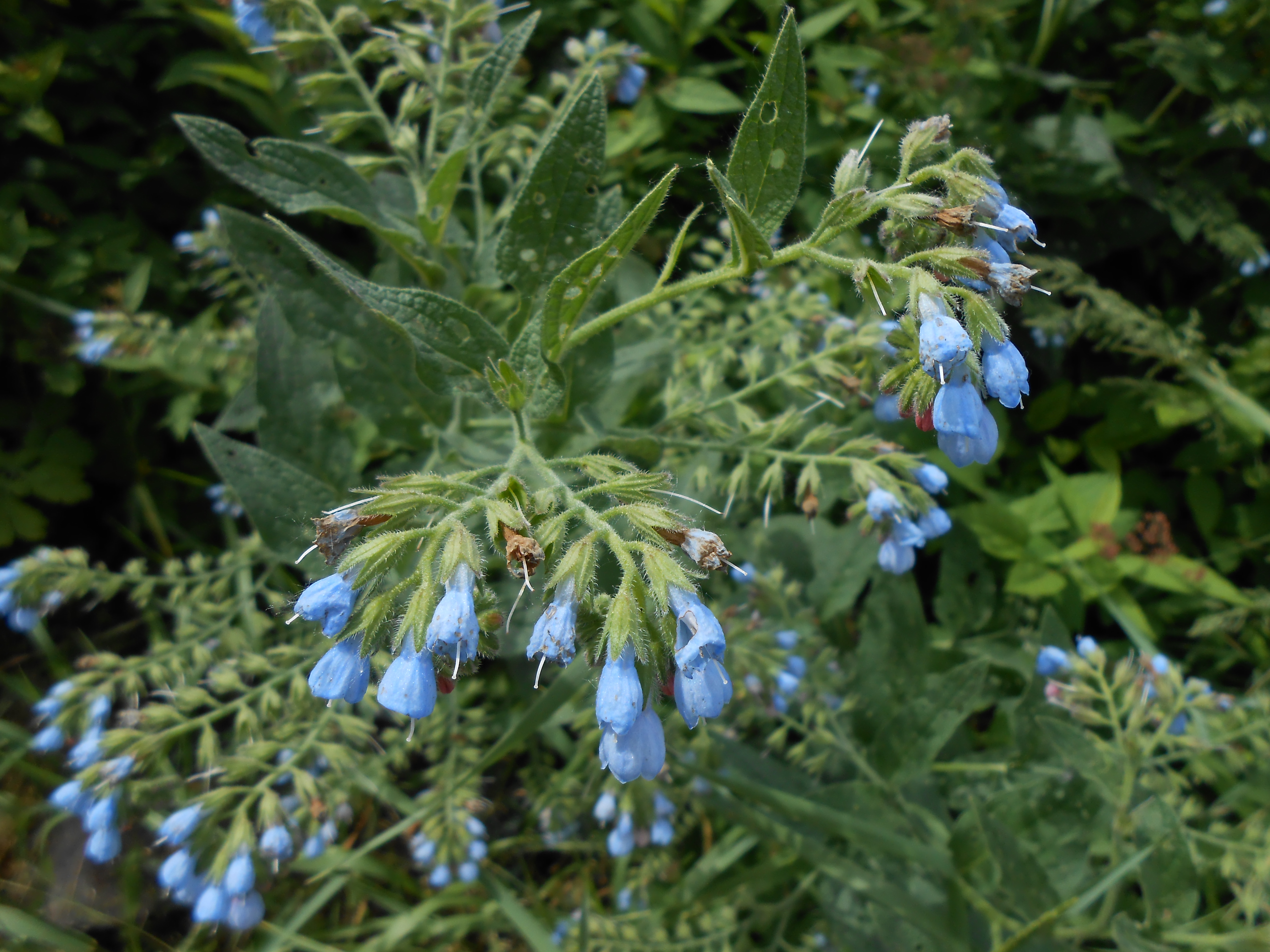
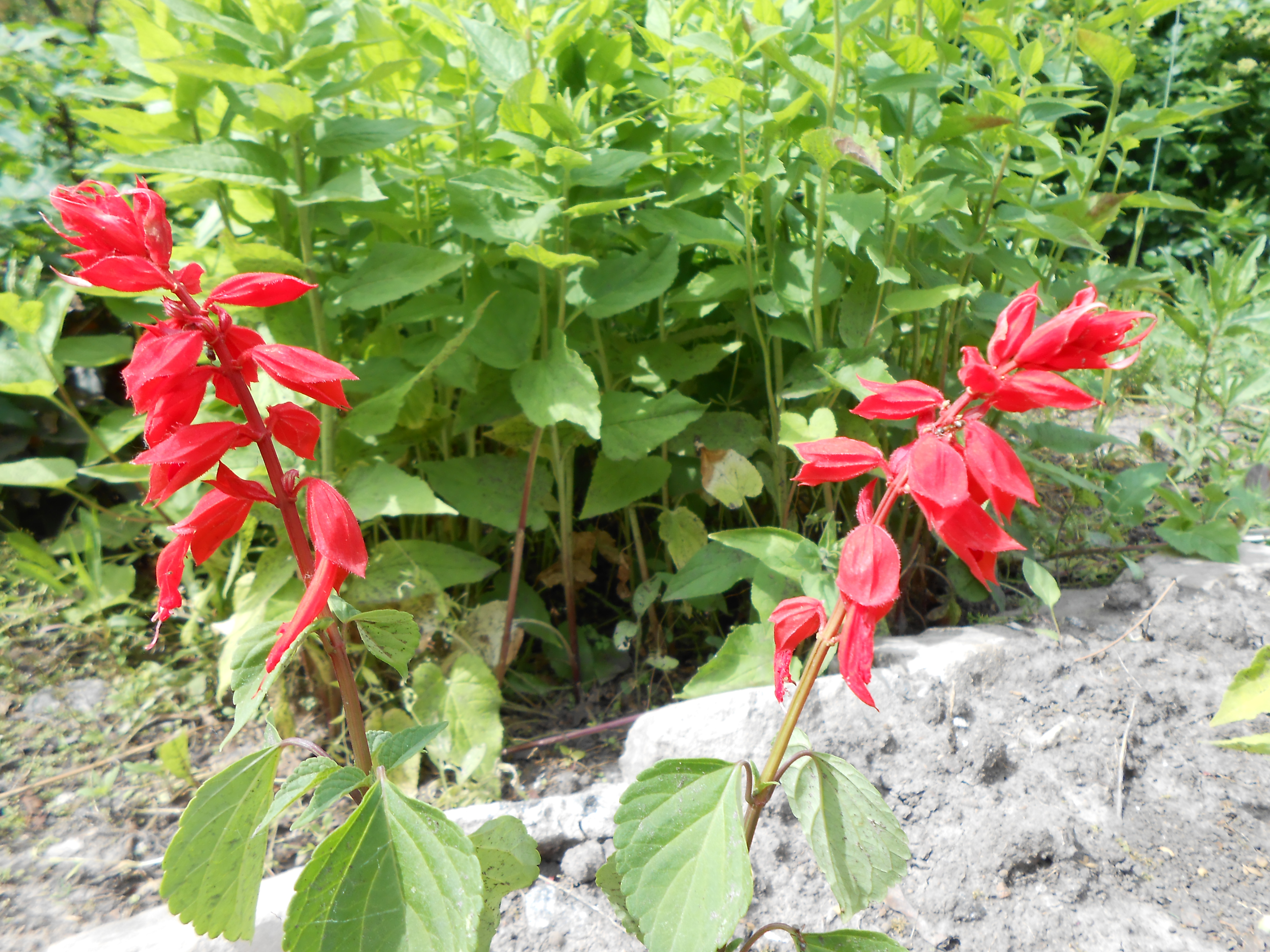
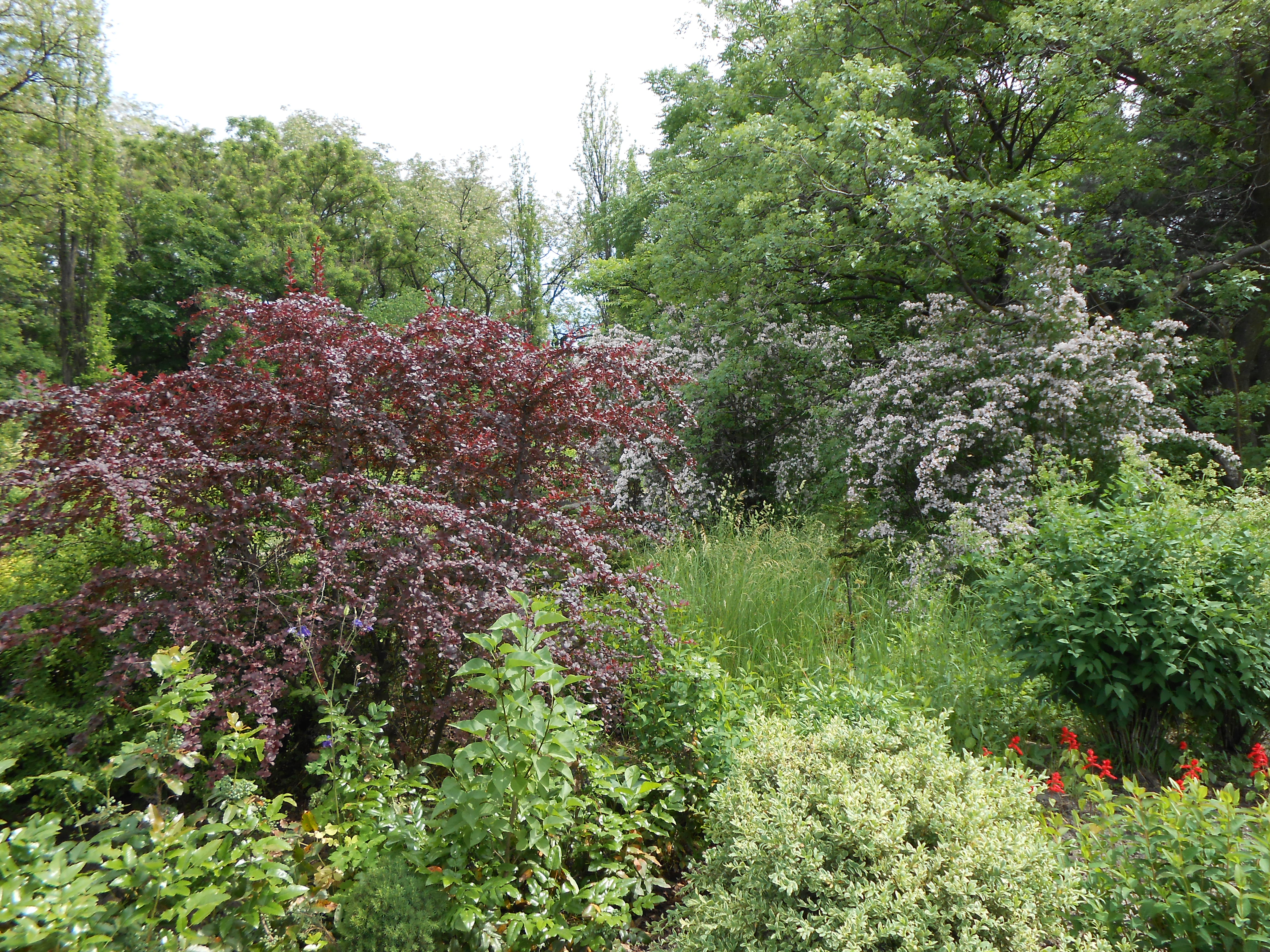
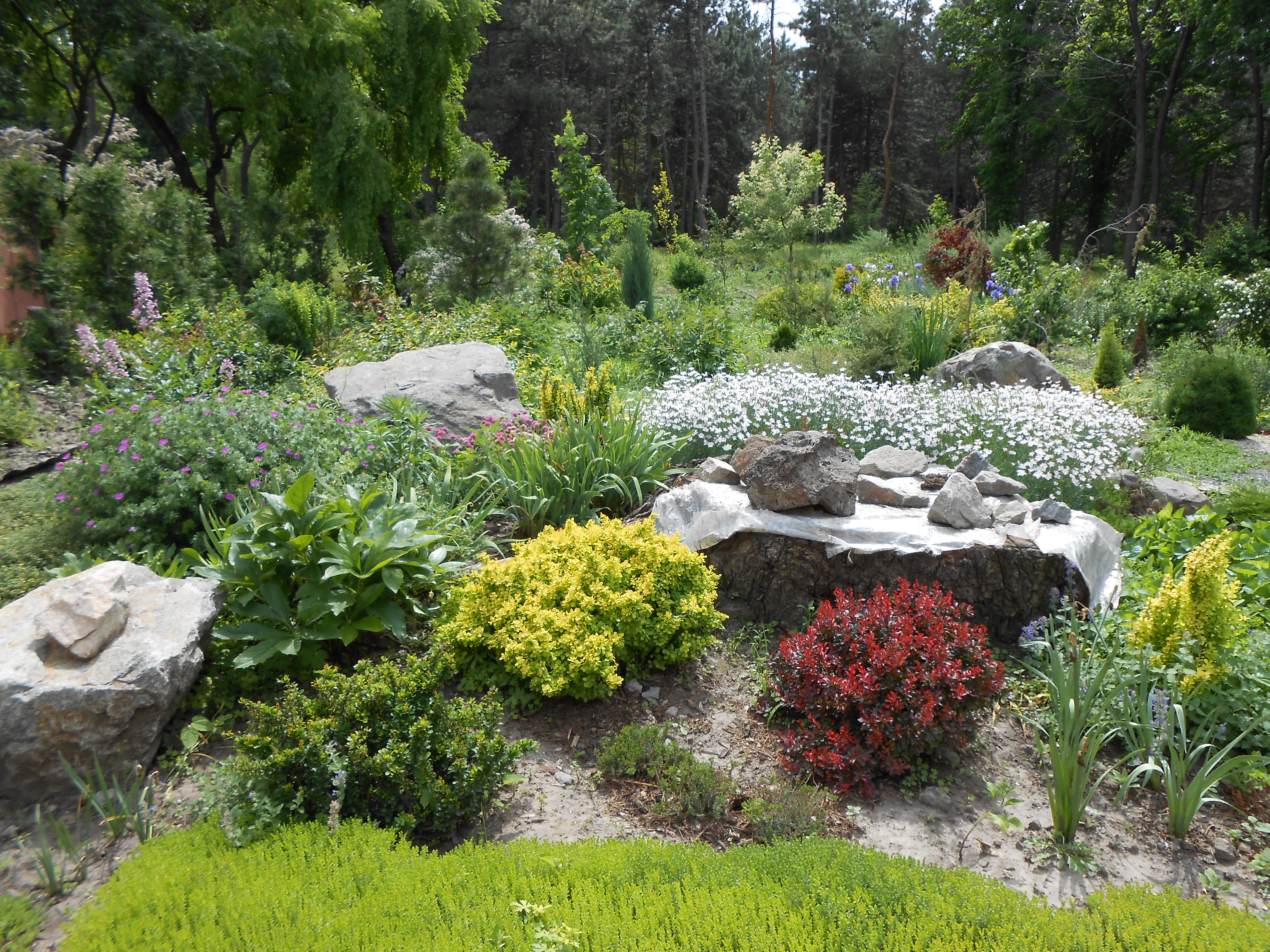
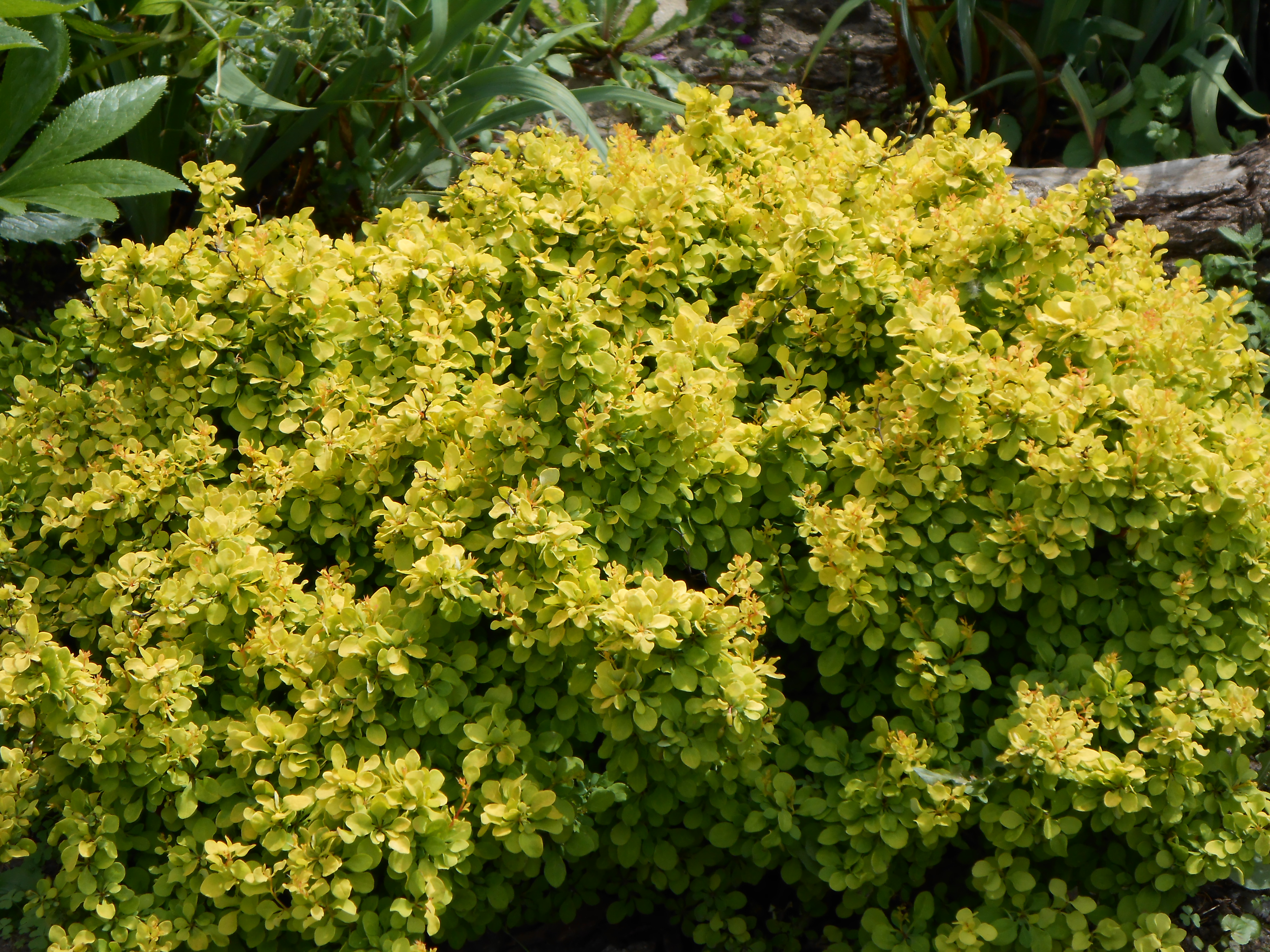
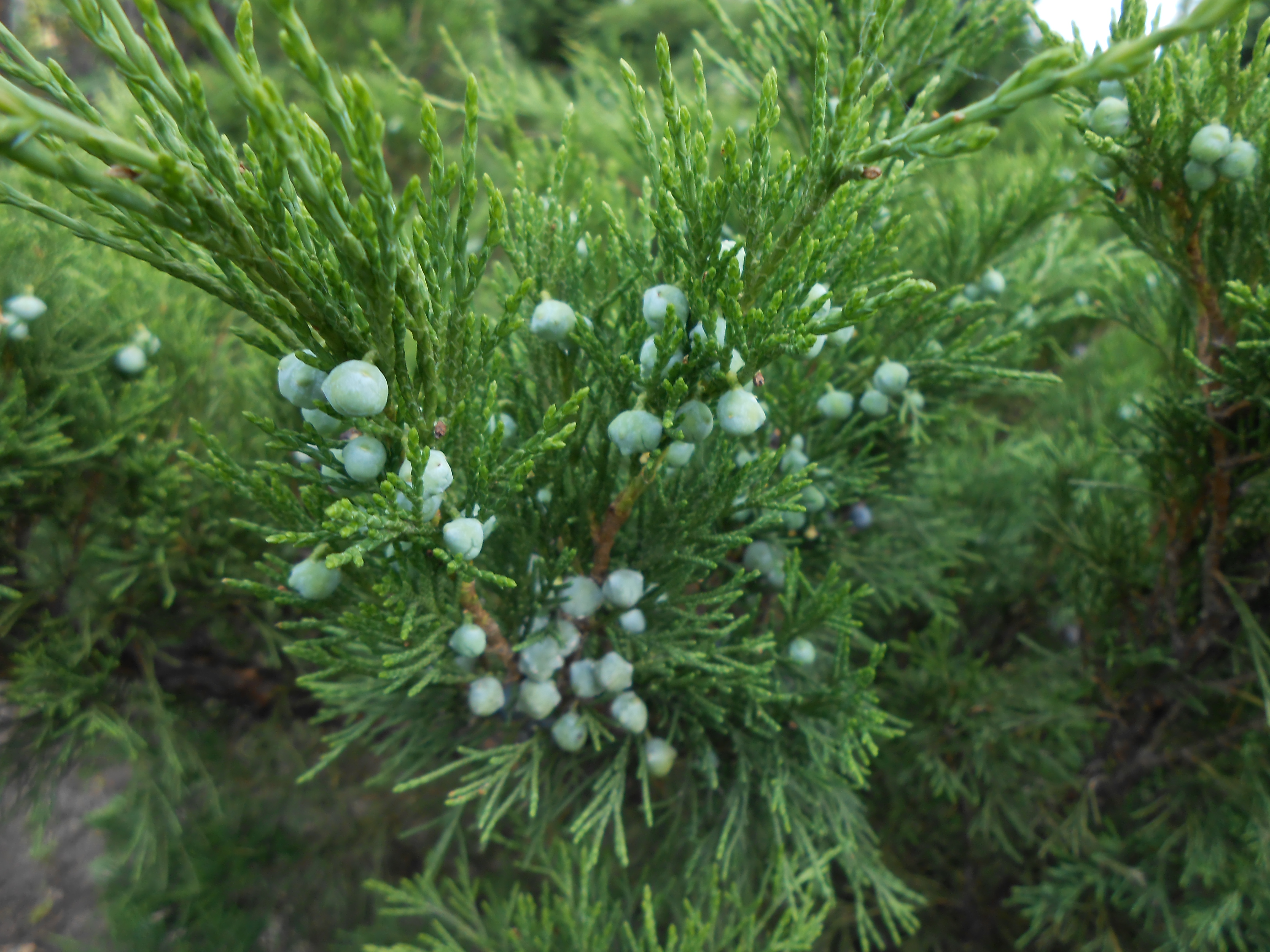